# Region planowania
Region planowania (niem. Planungsregion) – obszar w Niemczech, w kraju związkowym Bawaria, na którym są określone zasady i cele planowania regionalnego. Obszar ten jest mniejszy niż kraj związkowy a większy niż jednostka osadnicza. Jest ich łącznie 18, powstały 1 kwietnia 1973.
W każdym regionie utworzono Stowarzyszenie Planowania Regionalnego (Regionaler Planungsverband) zrzeszające powiaty oraz gminy, które posiada formę prawną spółki prawa administracyjnego.
| Regiony planowania w Bawarii |                               |                          |                    |                    |
| Numer                        | Region planowania             | Siedziba                 | Powierzchnia w km² | Ludność 31.12.2010 |
| 1                            | Bayerischer Untermain         | Aschaffenburg            | 1.477,34           | 374.992            |
| 2                            | Würzburg                      | Karlstadt                | 3.061,79           | 514.603            |
| 3                            | Main-Rhön                     | Haßfurt                  | 3.991,86           | 451.886            |
| 4                            | Oberfranken-West              | Bamberg                  | 3.675,07           | 605.459            |
| 5                            | Oberfranken-Ost               | Hof                      | 3.616,33           | 500.563            |
| 6                            | Oberpfalz-Nord                | Neustadt an der Waldnaab | 5.300,95           | 513.375            |
| 7                            | Industrieregion Mittelfranken | Norymberga (Nürnberg)    | 2.934,21           | 1.293.257          |
| 8                            | Westmittelfranken             | Ansbach                  | 4.310,64           | 419.018            |
| 9                            | Augsburg                      | Augsburg                 | 4.065,22           | 857.984            |
| 10                           | Ingolstadt                    | Ingolstadt               | 2.847,96           | 451.537            |
| 11                           | Ratyzbona (Regensburg)        | Ratyzbona (Regensburg)   | 5.201,53           | 664.188            |
| 12                           | Donau-Wald                    | Straubing                | 5.690,06           | 662.713            |
| 13                           | Landshut                      | Landshut                 | 3.768,00           | 441.558            |
| 14                           | Monachium (München)           | Monachium (München)      | 5.503,78           | 2.551.737          |
| 15                           | Donau Iller1                  | Ulm                      | 2.577,14           | 462.652            |
| 16                           | Allgäu                        | Kaufbeuren               | 3.349,67           | 468.283            |
| 17                           | Oberland                      | Weilheim in Oberbayern   | 3.952,66           | 433.988            |
| 18                           | Südostoberbayern              | Rosenheim                | 5.225,22           | 800.933            |
| RAZEM                        | RAZEM                         | RAZEM                    | 7.0549,44          | 12.468.726         |

1 Dodatkowo jedno miasto na prawach powiatu oraz dwa powiaty ziemskie należą do kraju związkowego Badenia-Wirtembergia.